# أضرعة (ذمار)
أضرعة أو قرية السدين، منطقه سياحية وحضارية يمنية، تقع في منطقة سدود حمير ديار الملوك التي ما زالت أثار سديها قائمة وكذلك آثار حصن ذي هكر الذي يقع في طرف الوادي الخصيب.

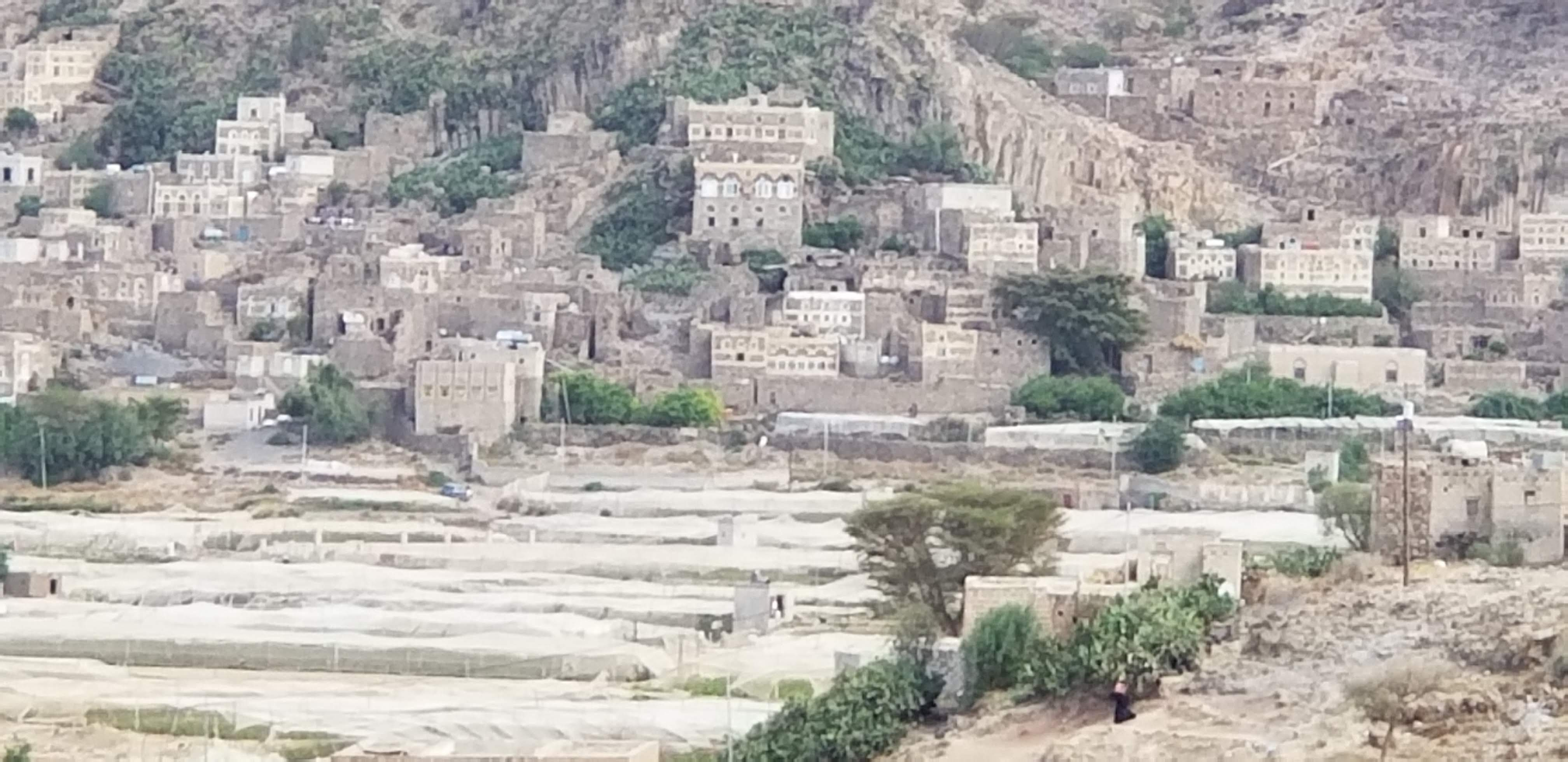
صورة للقرية القديمة

وأضرعة تعتبر من أهم القرى التابعة ادارياً محافظة ذمار المسماة باسم الملك ذمار علي تبع الأقرن ذو القرنين في الجمهورية اليمنية حيث تبعد حوالي 30 كم عن مدينة ذمار.
تجاور قرية أضرعة في نفس الوادي عدة قرى صغيرة منها هكر والكولة ومخدرة والمحنشة وتعد من أهم المناطق المنتجة للخضروات والفواكة والحبوب وتتمتع بمناظر خيالية وجذابة.
يرتبط تاريخ أضرعة بما جاورهما من القرى الواقعة على نفس الوادي. حيث أن أضرعة كانت تعتبر سلة الغذاء في تلك المنطقة ومع مرور الزمن تجزأت المنطقة لعدة قرى صغيرة تتشارك في نفس الوادي.

## معالم آثرية
تتميز قرية أضرعة بمعالم آثرية تبين الأهمية التاريخية لهذه القرية في التاريخ اليمني القديم حيث تعتبر سدود أضرعة من أشهر السدود التاريخية التي ترجع إلى فترة ما قبل الإسلام. وينسب للسدين آل حِبَرة - بكسر الحاء المهملة وفتح الباء الموحدة والراء المهملة ثم التاء المربوطة - وهي بلدة خاربة قرب السدين. كما تتميز أضرعة بوجود الكثير من أنواع أحجار البناء والزينة خصوصا في الجبلين المسميين الروب الأسود والروب الأحمر.

### سد النقعة
قرية أضرعة تقع بين سدين يحتوي كل منهما على مصدر للمياه العذبة من باطن الجبل وهما السد الحميري الكبير ويقع غرب القرية ويسمى «سد النقعة» - سد أضرعة – حيث يعتبر هذا السد من الآثار الحميرية الهامة والمميزة للقرية وهو ثاني أقدم سد في الجمهورية اليمنية، وما زالت آثار هذا السد باقية وهو حاجز مائي بين جبلين يبلغ طوله 67 متراً وارتفاعة 47 متراً وسمكه حوالى 20 متراً. ويقع بالقرب من السد عدد من السدود القديمة والتي ما زالت آثارها قائمة. وقد بقي منه نحو النصف قائماً إلى عهد غير قريب كالمنارة.
ويعتبر السد تحفة فنية رائعة كأحد أهم الفنون الهندسية اليمينة التي تميز الطابع اليمني في أغلب المناطق، حيث يتميز السد عن غيره بوجود وحدة معمارية ملحقة بالسد، يتم بواسطتها تصريف المياه المحتجزة في بحيرة السد، وفق الحاجة فلا يتم تصريفها مباشرة كما هو الحال في السدود الأخرى المعروفة حتى الآن. وهو ما يجعل السد يجسد عبقرية العقل اليمني القديم، حيث كان الفن والاصالة الهندسية والعمارة ميزة يمتاز بها اليمنيين القدماء منذ القدم. كما يوجد فيه أثار تدل على عظمته وعظمة من قاموا ببناءه حتى الآن.

### سد جُبَار
سد جبار يقع إلى الشرق من قرية أضرعة ولا يزال هذا السد قائما حتى الآن، فقد جرى ترميمه وإعادة بنائه في عام 1990 م بتكلفة ثلاثة ملايين وأربعمائة وسبعين الف ريال يمني. والسد طوله نحو (ثلاثمائة ذراع) وعرضه (24 ذراعاً)، وكان يخزن من الماء ثلاثة أضعاف السد الغربي «سد النقعة»، وتدل آثار البناء على قدمه بنحو ألف سنة، أما مخزن الماء فنحو ميل مربع، ويبلغ عمق السد (8 م) تقريباً ومجرى الماء نحو الميل أو يزيد عنه بين جبلين، وأطوال أحجار البناء تتراوح من (3 - 4 مترات) وخاصة في الأساسات المكونة للسد، كما استخدمت مادة الرصاص كمادة رابطة بين الأحجار، وهناك تجديدات متلاحقة طرأت على هذين السدين.
يعتقد أن المنطقة التي تقع فيها قرية أضرعة منها كان الملك ذمار علي (تبع الأقرن، ذو القرنين)